# Heinrich von Aschebrock

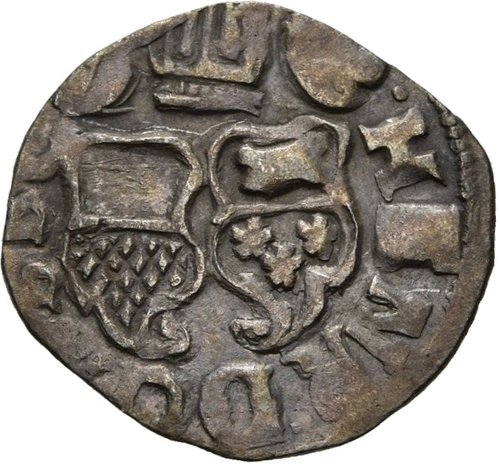
Münze mit dem Wappenbild des Abtes Heinrich von Aschebrock

Heinrich von Aschebrock († 1624) war ein Benediktinermönch und als Heinrich V. von 1616 bis zu seinem Tod Fürstabt von Corvey.

## Leben
Der dem westfälischen Adelsgeschlecht Aschebrock entstammende Heinrich von Aschebrock war 1616 noch vor Erreichung des kanonischen Alters zum Fürstabt von Corvey gewählt worden. Sein vom Beginn des Dreißigjährigen Kriegs überschattetes Abbatiat galt der Fortführung der von seinem Vorgänger Dietrich von Beringhausen begonnenen Gegenreformation, die er aber nur halbherzig betrieb. Die Bevölkerung blieb überwiegend beim lutherischen Bekenntnis, was den Hintergrund von Aschebrocks Verhalten bei den folgenden Ereignissen bildet. Beim Durchzug niederländischer Truppen unter Hermann Frencke war es 1617 zu Gewalttätigkeiten gegen die stiftische Bauernschaft gekommen, für die das Stiftskapitel 1619 in einer Klageschrift seinen Abt verantwortlich machte: 
Dießes stiffts gueter undt underthane hat er weniger dan nicht geachtet, dan als vor zwein jharen umb Viti der oberster Frencke mitt seinem krigesßvolck durch das stifft Corvey seinen paß nehmen wollen, hat der herr abtt gewunschett undt gesagtt, er wolte 500 rthlr darumb geben, das sie kehmen. Volgentz aber undt nachdem solchs Frenckische krigeßvolck des stiffts underthane hartt beschwerett, so hatt es der herr abtt dabey nicht gelaßen, besondern die soldaten, so ohne das ihres willens pflegen, angereitzett undt gesagtt, wen ihne die bawren nicht vollauff schaffen, mugten sie ihnen die heußer uber dem kopff anstecken.
„Dieses Stifts Güter und Untertanen hat er weniger als nichts geachtet, denn als vor zwei Jahren um Viti (15. Juni) der Oberst Frencke mit seinem Kriegsvolk durch das Stiftsgebiet von Corvey ziehen wollte, hat der Herr Abt gewünscht und gesagt, er wolle 500 Reichsthaler dafür geben, dass sie kämen. Im Folgenden aber, nachdem das Frenckesche Kriegsvolk die Stiftsuntertanen hart bedrückt hatte, hat es der Herr Abt nicht dabei belassen, sondern die Soldaten, die ohnehin tun, was sie wollen, angereizt und gesagt, wenn ihnen die Bauern nicht Genüge täten, sollten sie ihnen die Häuser über dem Kopf anstecken.“
Am 23. Juni 1620 besetzte daher der Schirmherr der Abtei, Herzog Friedrich Ulrich von Braunschweig-Wolfenbüttel, das Stift Corvey, nachdem Aschebrock mehrfach Vorladungen des Herzogs missachtet hatte. Anstelle des inzwischen nach Paderborn entflohenen Abtes wählte der Konvent den Propst des Klosters Obermarsberg, Johann Christoph von Brambach, zum Administrator und 1624 als Nachfolger des verstorbenen Aschebrock zum Abt.